# Satz von Kirszbraun
In der Mathematik ist der Satz von Kirszbraun (auch: Fortsetzungssatz von Kirszbraun oder Satz von Kirszbraun-Valentine) ein Lehrsatz über die Fortsetzbarkeit Lipschitz-stetiger Abbildungen, er ist nach dem polnischen Mathematiker Mojżesz Dawid Kirszbraun benannt.

## Satz
Sei
{\displaystyle f\colon U\to \mathbb {R} ^{m}}
eine auf einer Teilmenge {\displaystyle U\subset \mathbb {R} ^{n}} definierte Lipschitz-stetige Abbildung mit Lipschitz-Konstante {\displaystyle \operatorname {Lip} (f)}, dann gibt es eine Lipschitz-stetige Abbildung
{\displaystyle F\colon \mathbb {R} ^{n}\to \mathbb {R} ^{m}}
mit derselben Lipschitz-Konstante
{\displaystyle \operatorname {Lip} (F)=\operatorname {Lip} (f)}
und mit
{\displaystyle F\vert _{U}=f.}

## Beispiel
Für {\displaystyle m=1} kann man {\displaystyle F\colon \mathbb {R} ^{n}\to \mathbb {R} } explizit definieren durch
{\displaystyle F(x):=\inf _{u\in U}{\big (}f(u)+{\text{Lip}}(f)\cdot d(x,u){\big )}}
für alle {\displaystyle x\in \mathbb {R} ^{n}}.
Dieselbe Formel funktioniert auch für Teilmengen {\displaystyle U\subset X} beliebiger metrischer Räume {\displaystyle X} und ist in diesem Kontext als Lemma von McShane bekannt.
Für {\displaystyle m>1} kennt man keine solche geschlossene Formel.

## Verallgemeinerungen
Der Satz von Kirszbraun gilt auch für Hilberträume, aber nicht für beliebige Banachräume.
Seien {\displaystyle H_{1},H_{2}} Hilberträume und {\displaystyle f\colon U\to H_{2}} eine auf einer Teilmenge {\displaystyle U\subset H_{1}} definierte Lipschitz-stetige Abbildung, dann gibt es eine Lipschitz-stetige Abbildung {\displaystyle F\colon H_{1}\to H_{2}} mit
derselben Lipschitz-Konstanten und mit {\displaystyle F\vert _{U}=f.}